# Elaphognathia discolor
Elaphognathia discolor là một loài chân đều trong họ Gnathiidae. Loài này được Nunomura miêu tả khoa học năm 1988.